# Ion Fury
Ion Fury (inizialmente intitolato Ion Maiden) è uno sparatutto in prima persona pubblicato nel 2019 da 3D Realms, basato su una versione migliorata ed aggiornata del motore grafico Build Engine. Si tratta di un prequel di Bombshell.

## Trama
In Ion Fury il giocatore dovrà guidare Shelly "Bombshell" Harrison, esperta artificiere della "Global Defense Force", contro orde di nemici dotati di impianti cibernetici al comando del dr. Jadus Heskel, leader di un culto transumanista.

## Controversie
Il gioco, inizialmente, doveva intitolarsi Ion Maiden, ma è stato rinominato dopo che 3D Realms ha ricevuto una citazione in giudizio dagli Iron Maiden a causa della similitudine del nome e di altri elementi.